# Cilicaea tenuicaudata
Cilicaea tenuicaudata is een pissebed uit de familie Sphaeromatidae. De wetenschappelijke naam van de soort is voor het eerst geldig gepubliceerd in 1881 door Haswell.